# Death or Glory
Death or Glory е петият студиен албум на германската хевиметъл банда Running wild, с над 3 000 000 продадени копия в целия свят. Това е и най-продаваната творба на групата.

## Списък на песните
1. Riding The Storm – 6:28
2. Renegade – 4:30
3. Evilution – 4:43
4. Running Blood – 4:30
5. Highland Glory – 4:52
6. Marooned – 5:13
7. Bad To The Bone – 4:46
8. Tortuga Bay – 3:17
9. Death Or Glory – 3:57
10. The Battle Of Waterloo – 7:48
11. March On – 4:12

Ремастерирани парчета включени като бонус в CD версията:
1. Wild Animal – 4:11
2. Tear Down The Walls – 4:15
3. Störtebeker – 4:06
4. Chains And Leather – 5:44

## Членове
- Rock'n'Rolf – вокал, китари
- Majk Moti – китари
- Jens Becker – бас
- Iain Finlay – барабани